# 100% Strawberry

Deutsches Logo zu 100 % Strawberry

100 % Strawberry (jap. いちご100%, Ichigo 100 %, deutsch: Erdbeere 100 %) ist eine Manga-Serie der japanischen Zeichnerin Mizuki Kawashita, die erstmals von 2002 bis 2005 erschien. Der Manga, der etwa 3.400 Seiten umfasst, wurde als Anime-Fernsehserie und OVA umgesetzt.
100 % Strawberry handelt von einem Jungen, der sich zwischen vier Mädchen nicht entscheiden kann, mit wem er eine Beziehung eingeht, und immer wieder in unangenehme Situationen gerät. Das Werk richtet sich vorwiegend an eine jugendliche, männliche Leserschaft, lässt sich also der Shōnen-Gattung zuordnen. Es lässt sich in die Genre Romantik, Action und Komödie einordnen.

## Handlung
In der 3. Klasse der Mittelstufe sieht Junpei Manaka ein Mädchen auf dem Dach der Schule. Er gesteht daraufhin Tsukasa Nishino, dem hübschesten Mädchen der Schule, seine Liebe. Da Nishino in Junpei verliebt ist, nimmt sie die Liebeserklärung an. Jedoch stellt sich bald heraus, dass das Mädchen nicht Nishino, sondern die schüchterne Aya Tojo ist.
Als Junpei und seine Klassenkameraden den Hochschultest für die Izumizaka-high-school bestehen, entscheidet sich Nishino, auf eine Mädchenschule zu gehen. In der neuen Schule lernt Junpei Satsuki Kitaoji kennen, die sich in ihn verliebt und das auch öffentlich preisgibt. Jedoch hat er mit Amachi zu kämpfen, da dieser schon in seiner ersten Stunde Tojo die Liebe erklärt. Währenddessen taucht Yui, eine alte Freundin aus der Grundschule, auf. Mit dem neugegründeten FIFO (Filmforschungsclub) geht er im Sommer auf mehrere Camps und dreht Filme, da er später einmal Regisseur werden will. Dabei lernt er Misuzu Sotomura, die Schwester eines Klassenkameraden und Chinami Hashimoto, kennen.
Als er nach den Ferien mit Tojo in eine Paukschule geht, taucht die männerscheue Kozue Mukai in seinem Leben auf. Weil Junpei der einzige ist, mit dem sie reden kann, verliebt sie sich in ihn. Junpei ist jedoch verwirrt und irritiert.

## Veröffentlichungen
100 % Strawberry erschien in Japan von Februar 2002 bis zur August 2005 wöchentlich in Einzelkapiteln im Manga-Magazin Shōnen Jump. Das Shōnen Jump war zu dieser Zeit das Manga-Magazin mit der höchsten Auflage und war Träger von Serien wie One Piece und Naruto. Der Shūeisha-Verlag brachte diese 167 Einzelkapitel auch in neunzehn Sammelbänden heraus. Diese verkauften sich bis 2006 etwa fünf Millionen Mal in Japan.
Der Manga wird auch in Spanien, Italien, Argentinien, Taiwan, Deutschland und in den USA veröffentlicht. Die deutschsprachige Übersetzung der Sammelbände erscheint seit April 2006 beim Tokyopop-Verlag. Bislang sind 19 Bände in Deutschland erschienen.

## Adaptionen

### Anime
Das Animationsstudio Madhouse produzierte unter dem Titel Ichigo 100 %: Koi ga Hajimaru!? Satsuei Gasshuku – Yureru Kokoro ga Higashi e Nishi e (いちご100% 恋が始まる!?撮影合宿 ～ゆれるココロが東へ西へ～) fünf Anime-Episoden auf Basis des Mangas. Die erste erschienen im September 2004 als Original Video Animation (OVA) direkt auf DVD. Die weiteren vier folgten über das nächste Jahr.
Madhouse übernahm die Produktion für 26 weitere Episoden zu je 12 Minuten. Diese waren als Fernsehserie konzipiert. Regie führte Osamu Sekita, das Charakterdesign entwarf Kiyotaka Nakahara und künstlerischer Leiter war Shinobu Takahashi. Der Fernsehsender TV Asahi strahlte die Serie vom 5. April bis zum 21. Juni 2005 aus, immer zwei Folgen hintereinander. Die letzten beiden Folgen wurden nicht ausgestrahlt.
Die Serie wurde durch den Sender Animax in Lateinamerika auf Spanisch ausgestrahlt.

#### Synchronisation
| Rolle           | Japanischer Sprecher (Seiyū) |
| --------------- | ---------------------------- |
| Junpei Manaka   | Kenichi Suzumura             |
| Aya Tōjō        | Mamiko Noto                  |
| Nishino Tsukasa | Megumi Toyoguchi             |
| Suzuki Kitaōji  | Sanae Kobayashi              |
| Yui Minamoto    | Nana Mizuki                  |
| Komiyama        | Wataru Takagi                |

#### Musik
Die Musik der Serie wurde komponiert von Takayuki Negishi. Der Vorspanntitel Shine of Voice stammt von dream, für den Abspann verwendete man das Lied Ike Ike von Hinoi Team.
Die Musik der OVA wurde von Hikaru Nanase komponiert. Als Vorspanntitel wurde Kimiiro 100 % von Nana Mizuki, Megumi Toyoguchi, Sanae Kobayashi und Mamiko Noto verwendet, als Abspanntitel für die 1. Episode Jink White (ジンク・ホワイト) von Mamiko Noto, für die 2. Episode Daigyakuten Kiss (大逆転Kiss) von Megumi Toyoguchi, für die 3. Episode Kokoro Capsule (ココロカプセル) von Nana Mizuki und für die 4. Episode Platonic Scandal (プラトニック・スキャンダル) von Sanae Kobayashi.

### Weitere
2004 erschienen zwei Light Novels von unterschiedlichen Autoren bei Shūeisha. Des Weiteren erschien eine Radiohörspielserie in acht CDs. 2005 erschien ein Computerspiel für die PlayStation 2.